# 플루티카손
플루티카손(Fluticasone)은 합성 당질코르티코이드이다.
다음의 물질들이 소염제 역할로 사용된다.
- 프로파노산 플루티카손
- 푸로에이트산 플루티카손

## 같이 보기
- 프로파노산 플루티카손